# Privatdetektiv Harry McGraw
Privatdetektiv Harry McGraw (Originaltitel: The Law & Harry McGraw) ist eine US-amerikanische Fernsehserie. Sie wurde zwischen 1987 und 1988 von Corymore Productions und Universal Television für CBS produziert und ist ein Spin-off der Fernsehserie Mord ist ihr Hobby.

## Handlung
Harry McGraw ist ein großmäuliger, ungehobelter Privatdetektiv „der alten Schule“, der im Auftrag der sittsamen Anwältin Eleanor „Ellie“ Maginnis immer wieder Fälle für sie aufklären muss. Maginnis, deren Büro direkt gegenüber dem Büro von McGraw liegt, findet dessen Methoden unorthodox und oft am Rande der Legalität – wenn auch effektiv.
Eine romantische Anziehung zwischen den beiden wird angedeutet, aber die Serie dauerte nicht lange genug, um eine solche Nebenhandlung vollständig zu entwickeln.

## Besetzung und Synchronisation
Die  Synchronisation wurde von der Deutsche Synchron Filmgesellschaft mbH & Co. Karlheinz Brunnemann Produktions KG, Berlin, erstellt, nach einem Dialogbuch von Ursula Buschow und unter der Dialogregie von Jürgen Kluckert.
| Rollenname               | Schauspieler    | Synchronsprecher         |
| ------------------------ | --------------- | ------------------------ |
| Harry McGraw             | Jerry Orbach    | Edgar Ott                |
| Eleanor „Ellie“ Maginnis | Barbara Babcock | Kerstin Sanders-Dornseif |
| E. J. Brunson            | Juliana Donald  | Katharina Gräfe          |
| Steve Lacey              | Shea Farrell    | Udo Schenk               |
| Barkeeper Cookie         | Marty Davis     | Alexander Herzog         |
| Tyler Chase              | Peter Haskell   | Hans-Werner Bussinger    |
| Howard Sternhagen        | Earl Boen       |                          |

## Ausstrahlung und Episoden
Die 16 Folgen in einer Staffel umfassende Fernsehserie wurde zwischen dem 27. September 1987 und 10. Februar 1988 auf dem US-amerikanischen Fernsehsender CBS ausgestrahlt und wird von NBCUniversal Television Distribution vertrieben.
In Deutschland wurde der Pilotfilm von Privatdetektiv Harry McGraw am 7. Oktober 1990 auf Das Erste gesendet und die jeweils einstündigen Folgen zwischen dem 9. Oktober 1990 und 29. Januar 1991 im Regionalprogramm der ARD. Eine Wiederholung erfolgte im Jahr 1993 im WDR Fernsehen.
| Folge | Deutscher Titel              | Originaltitel (en)              | Erstausstrahlung (DE) | Erstausstrahlung (USA) |
| ----- | ---------------------------- | ------------------------------- | --------------------- | ---------------------- |
| 1     | Ein Toter am Telefon         | Dead Men Don’t Make Phone Calls | 7. Oktober 1990       | 27. September 1987     |
| 2     | Tödliche Verhältnisse        | Murder by a landslide           | 9. Oktober 1990       | 8. Dezember 1987       |
| 3     | Eine Leiche für die Freiheit | Yankee Boodle Dandy             | 16. Oktober 1990      | 1. Dezember 1987       |
| 4     | Mit Pfeil und Bogen          | The fallen arrow                | 23. Oktober 1990      | 20. Oktober 1987       |
| 5     | Rappaport ist wieder da      | Rappaport is back in town       | 30. Oktober 1990      | 27. Oktober 1987       |
| 6     | Sind Sie Mister Chapman?     | Mr. Chapman, I presume          | 6. November 1990      | 13. Oktober 1987       |
| 7     | Sie steht nicht auf Harry    | She’s not wild about Harry      | 13. November 1990     | 20. Januar 1988        |
| 8     | Angelas Geheimnis            | Angela’s secret                 | 20. November 1990     | 3. November 1987       |
| 9     | Mach’s nochmal, Harry        | Solve it again, Harry           | 27. November 1990     | 17. November 1987      |
| 10    | Mit allen Mitteln der Kunst  | State of the art                | 4. Dezember 1990      | 29. September 1987     |
| 11    | Hängepartie                  | Waiting game                    | 11. Dezember 1990     | 27. Januar 1988        |
| 12    | Alte Helden lügen nie        | Old heroes never lie            | 18. Dezember 1990     | 10. November 1987      |
| 13    | Gilhooley ist Vergangenheit  | Gilhooley’s is history          | 8. Januar 1991        | 13. Januar 1988        |
| 14    | Harry im Hochbetrieb         | Harry Does the Hustle           | 15. Januar 1991       | 3. Februar 1988        |
| 15    | Gefährlicher Geburtstag      | Beware the ides of May          | 22. Januar 1991       | 6. Oktober 1987        |
| 16    | Seitenwechsel                | Maginnis for the people         | 29. Januar 1991       | 10. Februar 1988       |

Die komplette Serie wurde am 13. November 2012 als eine fünf Medien umfassende DVD-Sammelbox (PAL-Format, Region 4) von Madman Entertainment in Australien veröffentlicht.

## Hintergrund
Die Fernsehserie wurde aufgrund geringer Einschaltquoten bereits nach etwas mehr als einer halben Staffel abgesetzt. Orbach war jedoch in seiner Rolle als Harry McGraw in einigen Crossover-Folgen von Mord ist ihr Hobby zu sehen. Später spielte er erfolgreich NYPD-Senior-Detective Lennie Briscoe in der Universal-Television-Serie Law & Order.
Komponist Richard Markowitz war im Jahr 1988 für einen Primetime Emmy Award in der Kategorie Outstanding Achievement in Main Title Theme Music für die Titelmusik von Privatdetektiv Harry McGraw nominiert.